# Lego Le Seigneur des anneaux
Ne doit pas être confondu avec la gamme Lego Seigneur des Anneaux.
Lego Le Seigneur des anneaux est un jeu vidéo d'action-aventure développé par TT Games et édité WB Games. Cet opus traite de l'univers fictionnel littéraire de la Terre du Milieu (Le Seigneur des anneaux), de J. R. R. Tolkien. L'environnement utilise un nouveau moteur graphique, basé sur les briques « Lego ». Le jeu sort sur Nintendo DS, Nintendo 3DS, PlayStation 3, PlayStation Vita, Wii, Xbox 360 et sous Windows.

## Histoire
Le jeu Lego Le Seigneur des Anneaux retrace l'histoire de la trilogie cinématographique Le Seigneur des anneaux de Peter Jackson, elle-même tirée du roman de J. R. R. Tolkien. Le scénario est revisité de manière humoristique.
Elle se décompose en deux, d'abord l'histoire en trois chapitres des trois films puis les quêtes annexes. Notons que Lego Le Seigneur des Anneaux est le deuxième jeu vidéo LEGO à faire parler ses personnages, juste derrière LEGO Batman 2 DC Super-Heroes.
Le système de check-point, introduit dans le jeu LEGO Batman 2, sauvegarde automatiquement la progression, mais uniquement lors de certaines scènes spécifiques dans certains niveaux tels que la bataille finale des Deux Tours. Sinon, il nécessite quand même l'activation d'une statue pour la sauvegarde de la progression d'un niveau.

## Distribution

### Voix françaises
- Michel Barbey : Gandalf
- Alexandre Gillet : Frodon Sacquet
- Christophe Lemoine : Sam Gamegie
- Jean-Pierre Michaël : Aragorn
- ??? : Boromir
- Pierre Tessier : Pippin
- Vincent Ropion : Merry
- ??? : Théoden
- ??? : Éomer
- ??? : Bilbon Sacquet
- Denis Laustriat : Legolas
- Vincent Grass : Gimli
- Benoît Allemane : Saroumane
- ??? : Elrond
- Sylvain Caruso : Gollum
- Jérôme Pauwels : Faramir
- ??? : Gríma
- ??? : Gamelin
- ??? : Háma
- ??? : Roi-Sorcier d'Angmar
- ??? : Gothmog

## Épisodes
Mini-série la diffusée du 14 novembre 2013 au 9 février 2014.
1. La Communauté de l'anneau (The Fellowship of the Ring)
2. Les Deux Tours (The Two Towers)
3. Le Retour du roi (The Return of the King)

## Système de jeu
Il existe trois modes de jeu en solo et multijoueur :
- Le mode histoire vous permet de jouer la trilogie en Lego.

Une fois le mode histoire terminé les deux autres modes se débloquent :
- Le mode jeu libre permet de jouer les niveaux déjà faits avec tous les personnages, objets... etc. déjà acquis.
- Le mode ouvert vous permet de visiter toute la terre du milieu et d'y trouver les quêtes annexe, personnages, briques en mithril...

Chaque personnage possède un ou plusieurs objets dans son inventaire, par exemple Frodon, lorsque le niveau « Les mines de la Moria » est terminé, reçoit la fiole que lui donne Galadriel, Dard l'épée de Bilbon Sacquet et une tome de camouflage. Ainsi chaque personnage a des capacités spéciales. Les petits personnages Hobbits et nains peuvent passer dans des petits passages, et les elfes tirer à l'arc, marcher sur des cordes et se balancer sur des lances accrochées au mur.
Dans le jeu il y a différents objets à récupérer, dont les pièces utiles pour acheter des personnages
Trois divers objets à chaque niveau pour résoudre les quêtes annexes.
- 10 minikits à chaque niveau (coffres dorés) permettant la construction d'un élément du décor en modèle réduit ou un personnage tel qu'un ent
- 1 plan forgerons à chaque niveau permettant de construire des objets avec les briques en mithril à la forge de Bree, mais il faut le nombre de briques en mithril demandé ; elles peuvent donner des capacités aux personnages ou apporter un objet que seul un personnage a acquis, exemple seuls les elfes peuvent sauter haut avec les bottes à ressort en mithril ; tous les personnages peuvent sauter haut et seul Gollum peut grimper aux murs avec les bottes d'escalade en mithril ; tout le monde peut ou seuls les nains peuvent casser les pierres fissurés avec la hache de choc en mithril.
- Des briques en mitrhil qui sont récupérées :
  - en terminant chaque niveau ;
  - en obtenant un plan de forgeron ;
  - en récupérant 3 objets ou 10 minikits ;
  - en ayant récolté une certaine somme de pièces pour remplir la jauge de pièces en haut de l'écran et avoir le titre "Vrai aventurier".